# Mallnitzbach
Der Mallnitzbach ist ein linker Nebenfluss der Möll. Er geht im Mallnitzer Tauerntal aus dem Tauernbach hervor. Bei Mallnitz tritt er in den breiten Talboden des Mallnitztals aus und nimmt den aus dem Seebachtal kommenden deutlich größeren Seebach auf. Zwischen Stappitz und Lassach durchschneidet der Bach in der Rabisch-Schlucht eine von eiszeitlichen Gletschern geschaffene Talstufe. In der Talweitung ihrem Ende mündet von links der Dösenbach ein. Unterhalb von Lassach stürzt er im Zechnerfall in die enge Groppensteinschlucht, in deren Mitte er den breiten, etwa 30 Meter hohen Groppensteinerfall bildet. Am Ende des Bergsporns im spitzen Mündungswinkel der Täler von Mallnitzbach und Möll überragt Burg Groppenstein die Schlucht. Nahe dem Obervellacher Ortsteil Räuflach mündet der Mallnitzbach in die Möll.
Die Bezeichnung Mallnitz wird als Kleine Möll gedeutet. Nach dem Bach sind der Ort Mallnitz und das Mallnitztal benannt.

## Belege
1. ↑  Flächenverzeichnis der österreichischen Flussgebiete – Draugebiet. Bundesministerium für Land- und Forstwirtschaft, Umwelt und Wasserwirtschaft, S. 28, archiviert vom Original (nicht mehr online verfügbar) am 29. April 2014; abgerufen am 28. April 2014.  Info: Der Archivlink wurde automatisch eingesetzt und noch nicht geprüft. Bitte prüfe Original- und Archivlink gemäß Anleitung und entferne dann diesen Hinweis.
2. ↑  Ohne Titel. Google Maps, abgerufen am 28. April 2014.
3. ↑  Eduard Hackel: Die Vegetationsverhältnisse von Mallnitz in Kärnten. In: Verhandlungen der Zoologisch-Botanischen Gesellschaft in Wien. Band 18, 1868, S. 932 (zobodat.at [PDF; abgerufen am 4. Juni 2022]).
4. ↑  Gemeinde Mallnitz. Witten, archiviert vom Original (nicht mehr online verfügbar) am 14. Mai 2014; abgerufen am 14. Mai 2014.  Info: Der Archivlink wurde automatisch eingesetzt und noch nicht geprüft. Bitte prüfe Original- und Archivlink gemäß Anleitung und entferne dann diesen Hinweis.
5. ↑  Gunnar Strunz: Ein Abstecher nach Mallnitz. In: Kärnten: Natur und Kultur zwischen Alpen und Wörthersee. Trescher Verlag, S. 93, abgerufen am 14. Mai 2014.
6. ↑  Die Slawen. Gemeinde Mallnitz, abgerufen am 14. Mai 2014.